# 2003-as Amstel Gold Race
A 2003-as Amstel Gold Race volt a 38. holland kerékpárverseny. Április 20-án rendezték meg, össztávja 250 kilométer volt. Végső győztes a kazah Alexander Vinokourov lett.

## Végeredmény
|    | Versenyző            | Idő           |
| -- | -------------------- | ------------- |
| 1  | Alekszandr Vinokurov | 6 óra 01' 03" |
| 2  | Michael Boogerd      | + 4"          |
| 3  | Danilo Di Luca       | + 4"          |
| 4  | Paolo Bettini        | + 4"          |
| 5  | Matthias Kessler     | + 4"          |
| 6  | Francesco Casagrande | + 6"          |
| 7  | Michele Scarponi     | + 6"          |
| 8  | Lance Armstrong      | + 8"          |
| 9  | Angel Vicioso        | + 12"         |
| 10 | Igor Astarloa        | + 20"         |